# شيرلي كوفمان
شيرلي كوفمان (بالإنجليزية: Shirley Kaufman)‏ (5 يونيو 1923، سياتل في الولايات المتحدة - 25 سبتمبر 2016)؛ مترجمة، كاتِبة وشاعرة أمريكية-إسرائيلية.